# Eri Zagarra
Eri Zagarra es el nombre de una variedad cultivar de manzano (Malus domestica). Variedad de manzana antigua de la región vasco francesa de Nueva Aquitania.

## Historia
'Apez Zagarra es una variedad de manzana antigua, de la región de Francia de Nueva Aquitania. Se ha utilizado durante generaciones como manzana fresca de mesa por su buena conservación, así como manzana de cocina por mantener su forma en las elaboraciones. También se utiliza como manzana para la elaboración de sidra por su sabor agridulce.
'Eri Zagarra' se cultiva en la National Fruit Collection desde el año 1973, con el número de accesión: 1973-114 y nombre de accesión: Eri Zagarra.

## Características

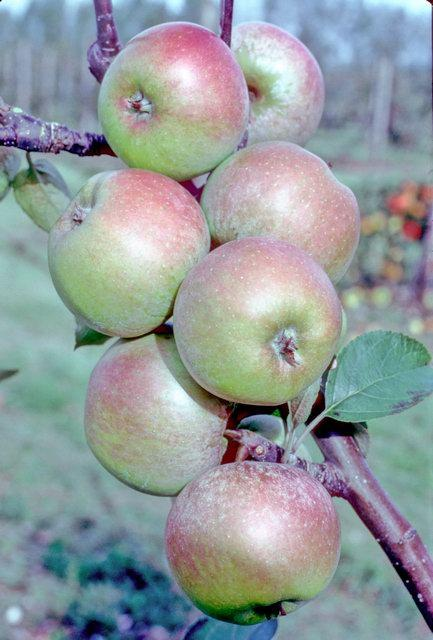
Espuela de fructificación de 'Eri Zagarra'.

'Eri Zagarra' tiene un tiempo de floración que comienza a partir del 12 de mayo con el 10% de floración, para el 16 de mayo tiene una floración completa (80%), y para el 24 de mayo tiene un 90% de caída de pétalos.
'Eri Zagarra' tiene una talla de fruto de mediano a grande; forma redondeada achatada; con nervaduras muy débiles y corona ausente; epidermis con color de fondo amarillo verdoso, importancia del sobre color media, color del sobre color lavado rojo en la cara expuesta al sol, distribución del sobre color mancha/rubor, acusa punteado pequeño ruginoso que se extienden aleatoriamente por la superficie, y con ruginoso-"russeting" (pardeamiento áspero superficial que presentan algunas variedades) medio-débil; pedúnculo de longitud largo, de calibre medio, sobresale un poco de la cavidad peduncular, anchura de la cavidad peduncular estrecha, profundidad de la cav, peduncular profunda en forma de embudo, presenta placas ruginoso-"russeting" de un fino color marrón rojizo que se irradia hacia el hombro, y con importancia del "russeting" en la cav. peduncular muy fuerte; anchura de la cavidad calicina medianamente profunda y en forma de embudo, ojo de tamaño mediano y está cerrado en una cuenca apretada.
Carne amarillenta, con textura de la pulpa crujiente, y un sabor agridulce.
Su tiempo de recogida de cosecha se inicia a mediados de octubre. Se mantiene bien tres meses en frigorífico.

## Uso
De uso en cocina pues las rebanadas mantienen su forma para tartas y pasteles, se cocinan con un rico sabor y son dulces. También se utiliza en la elaboración de sidra.

## Ploidismo
Diploide. Auto estéril, los cultivos necesitan con un polinizador compatible del Grupo E. Día 16.